# ベイザ・アルジュ
ベイザ・アルジュ（Beyza Arıcı、1995年7月27日 - ）は、トルコの女子バレーボール選手。トルコ代表。

## 来歴

### クラブチーム
イズミル出身。2008年にワクフバンクのジュニアチームに入団し、バレーボール選手としてのキャリアをスタートさせる。2013/14シーズンにSeramiksan SKで、2014/15シーズンはサリエル・ベレディイェスポルでプレーした。2015年にイドマノジャウSKへ入団すると、2015/16シーズンはCEVチャレンジカップで準優勝の好成績を残すもトルコリーグでは10位だった。2016/17シーズンはチャナッカレ・ベレディイェスポルと1年間の契約を結び、リーグを過去最高成績の6位で終え、自身もベストブロッカー部門で2位となる活躍をみせた。2017年、エジザージュバシュに入団した。2017/18シーズンはCEVカップで金メダルを獲得し、トルコリーグでは準優勝となった。自身もリーグのベストブロッカー賞に選ばれた。2018年のFIVB世界クラブ選手権では銅メダルを獲得した。2018/19シーズンは前年度に続きファイナルでワクフバンクに敗れ準優勝だった。2020/21シーズンは4位、2021/22シーズンは3位となった。

### 代表チーム
2017年、アンダーカテゴリーの代表として、スロベニアで開催されたU-23世界選手権で金メダルを獲得した。同年にシニア代表にも初選出され、ワールドグランプリに出場した。2018年にはネーションズリーグで銀メダルを獲得した。同年9-10月開催の世界選手権に出場した。

## 球歴
- オリンピック - 2024年
- 世界選手権 - 2018年
- ネーションズリーグ - 2018年
- ワールドグランプリ - 2017年

## 受賞歴
- 2017年 U-23世界選手権 ベストミドルブロッカー賞
- 2018年 2017/18トルコリーグ ベストブロッカー賞

## 所属クラブ
- Seramiksan SK（2013-2014年）
- サリエル・ベレディイェスポル（2014-2015年）
- イドマノジャウSK（2015-2016年）
- チャナッカレ・ベレディイェスポル（2016-2017年）
- エジザージュバシュ（2017-）